# お歌詞もぐもぐ
『お歌詞もぐもぐ』（おかしもぐもぐ）は、CBCテレビで2024年10月25日（24日深夜）から放送の音楽バラエティ番組である。

## 概要
- CANDY TUNEがメインMCを務める音楽・バラエティ番組。グループ名に「菓子（CANDY）」が付いている事にちなみ、ゲストアーティストの楽曲の「歌詞」にスポットを当てる番組である。
- CBCテレビが自局制作で深夜音楽バラエティー番組を編成するのは、『メイプル超音楽』が終了した2022年3月以来、2年7か月ぶりとなった[3]。
- 2024年10月25日（24日深夜）から同年12月20日（19日深夜）まで放送。特別編として、「お歌詞もぐもぐ特別編 ～今話題！KAWAII LAB.スペシャル～」として2025年3月7日（6日深夜）0:58-1:28放送。2025年2月13日にCBCホールで行われた公開収録のイベントを放送。2025年4月からは月1回第3日曜（土曜深夜）0：58 - 1:30の放送となる。

## 出演者

### MC
- CANDY TUNE（桐原美月・福山梨乃・小川奈々子・南なつ・宮野静・立花琴未・村川緋杏）- 毎週2人ずつ出演。

### お歌詞な人（レギュラー）
- ニシダ（ラランド）

## 放送日程
特別編
「お歌詞もぐもぐ特別編 ～今話題！KAWAII LAB.スペシャル～」として2025年3月7日（6日深夜）0:58-1:28放送。2025年2月13日にCBCホールで行われた公開収録のイベントを放送。